# Université d'économie de Takasaki
L'université d'économie de Takasaki (高崎経済大学, Takasaki keizai daigaku) est une université publique municipale située dans la ville de Takasaki, préfecture de Gunma au Japon.

## Source
- (en) Cet article est partiellement ou en totalité issu de l’article de Wikipédia en anglais intitulé « Takasaki City University of Economics » (voir la liste des auteurs).